# Settimana Ventura
Settimana Ventura è stato un programma televisivo italiano di genere sportivo, dedicato al mondo del calcio ed altri sport, condotto da Simona Ventura, andato in onda dal 15 settembre 2019 all'8 marzo 2020 su Rai 2.
Inizialmente in onda come La domenica ventura, dal 24 novembre 2019 cambia titolo e argomenti trattati, diventando Settimana Ventura.
Il programma è andato in onda dal 15 settembre 2019 all'8 marzo 2020 ed è stato condotto da Simona Ventura, dopo il suo ritorno alla Rai voluto dal direttore Carlo Freccero, in diretta dallo Studio 3 del Centro di produzione Rai di Via Teulada.
Il programma verteva sui principali eventi sportivi, prevalentemente calcistici ma non solo, del fine settimana, sui quali venivano proposti numerosi servizi ed interviste a cura degli inviati Rai Amedeo Goria, Francesca Sanipoli, Saverio Montingelli, Stella Bruno, Maria Barresi e andava in onda dalle 12:00 alle 13:00. Ogni domenica c'era un ospite in studio che viene intervistato dalla Ventura.
Visti i bassi ascolti, nelle puntate successive alla prima, il programma è stato anticipato alle 11:55 e venivano introdotti dei talk che vertono su argomenti anche non sportivi; inoltre da dicembre era ospite fisso Mario Tricca de Il collegio affiancato a rotazione da altri reduci del fortunato reality di Rai 2.
L'8 marzo 2020 Simona Ventura ha condotto la trasmissione dallo studio TV2 del Centro di produzione Rai di Milano a causa dell'emergenza Coronavirus senza pubblico. Dal 15 marzo 2020 il programma è stato cancellato definitivamente.
La sigla del programma era il brano La domenica mattina dei Matrioska, tratto dal loro omonimo album.